# 마르게리타 찰라피
마르게리타 찰라피(이탈리아어: Margherita Zalaffi, 1966년 4월 7일~)는 이탈리아의 전직 펜싱 선수로 주 종목은 플뢰레와 에페이다. 올림픽에 5회 연속으로 참가했으며 1988년 하계 올림픽에서 여자 플뢰레 단체전 은메달, 1992년 하계 올림픽에서 여자 플뢰레 단체전 금메달, 1996년 하계 올림픽에서 여자 에페 단체전 은메달을 획득했다. 또한 세계 선수권 대회에서 금메달 4개, 동메달 2개를 획득했다.